# Капканы
Капка́ны (укр. Капкани, , крымскотат. Kapkanı, Капканы) — микрорайон Керчи, расположен в северной части города, до середины XX века — отдельное село.

## История
Время образования поселения с названием Капканы пока точно не установлено: на карте 1842 года на его месте обозначены безымянные хутора. а, согласно «Списку населённых мест Таврической губернии по сведениям 1864 года», составленному по результатам VIII ревизии 1864 года, Капканы — уже слободка городского ведомства Керчь-Еникальского градоначальства, с 23 дворами, 111 жителями и рыбными заводами при Керчь-Еникольском проливе. На трёхверстовой карте 1865—1876 года в слободе Капканы обозначено 22 двора. В «Памятной книге Таврической губернии 1889 года» по результатам Х ревизии 1887 года записаны Капканы с 55 дворами и 293 жителями. На верстовой карте Крыма 1896 года в селении обозначено 96 дворов с русским населением. Перепись 1897 года зафиксировала в посёлке Капканы 578 жителей, все православные. Также Капканы упоминаются в «Памятной книжке Керчь-Еникальского градоначальства на 1913 год».
После установления в Крыму Советской власти, по постановлению Крымревкома, 25 декабря 1920 года из Феодосийского уезда был выделен Керченский (степной) уезд, а, постановлением ревкома № 206 «Об изменении административных границ» от 8 января 1921 года была упразднена волостная система и в составе Керченского уезда был создан Керченский район в который вошло село (в 1922 году уезды получили название округов. 11 октября 1923 года, согласно постановлению ВЦИК, в административное деление Крымской АССР были внесены изменения, в результате которых округа были отменены и основной административной единицей стал Керченский район в который вошло село. Согласно Списку населённых пунктов Крымской АССР по Всесоюзной переписи 17 декабря 1926 года, в селе Капканы, Еникальского сельсовета Керченского района, числилось 247 дворов, из них 12 крестьянских, население составляло 1041 человек, из них 681 русский, 316 украинцев, 28 белорусов, 11 греков, 3 немца, 1 болгарин, действовала русская школа I ступени (пятилетка). Постановлением ВЦИК «О реорганизации сети районов Крымской АССР» от 30 октября 1930 года (по другим сведениям 15 сентября 1931 года) Керченский район упразднили и село, вместе с сельсоветом, включили в состав Керчи (по другим данным Капканы вошли в состав города в 1936 году). На подробной карте РККА Керченского полуострова 1941 года в Капканах обозначено 280 дворов.

## Известные люди
Здесь родился Столяренко, Пётр Кузьмич — советский и украинский художник.